# Carl Walter Kockel
Carl Walter Kockel (* 15. September 1898 in Leipzig; † 5. April 1966 in Marburg) war ein deutscher Geologe.
Kockel war der Sohn des Gerichtsmediziners Richard Kockel und studierte 1917 bis 1922 Geologie, Zoologie und Geographie an der Universität Leipzig. 1917 wurde er zum Militärdienst eingezogen und diente als Sanitätssoldat. 1920 war er Mitglied des Leipziger Zeitfreiwilligen-Regiments.
1922 erfolgte bei Franz Kossmat die Promotion zum Dr. phil. in Geologie über Die nordöstlichen Ostalpen zur Kreidezeit, 1925 folgte die Habilitation für Geologie über die Geologie der Hohenschwangauer Berge. Darauf war er 1925 bis 1930 Privatdozent und 1930 bis 1938 npl. ao. Prof. für Geologie und Paläontologie an der Universität Leipzig. 1931 bis 1932 lehrte er als Gastdozent an der Johns Hopkins University in Baltimore. 1933 unterzeichnete Kockel das Bekenntnis der Professoren an den deutschen Universitäten und Hochschulen zu Adolf Hitler.
1938 wurde ihm die Lehrbefugnis aufgrund der jüdischen Abstammung seiner Ehefrau entzogen. Dann arbeitete er vor 1939 für Seismos in Hannover. Nach Ende des Zweiten Weltkrieges arbeitete er als Geologe für das Amt für Bodenforschung des Landes Nordrhein-Westfalen. Ab 1949 lehrte er als Ordinarius für Geologie und Paläontologie an der Philipps-Universität Marburg. Sein Hauptgebiet waren die nördlichen Kalkalpen.
Er ist der Vater des Geologen Franz Kockel.

## Publikationen (Auswahl)
- Geologie der Bayrischen Berge zwischen Lech und Loisach (= Wissenschaftliche Veröffentlichungen des Deutschen und Oesterreichischen Alpenvereins, Bd. 10), Innsbruck-München 1931.
- Schiefergebirge und Hessische Senke um Marburg/Lahn (= Sammlung geologischer Führer, Bd. 37), Berlin 1958.